# Kilnave Cross

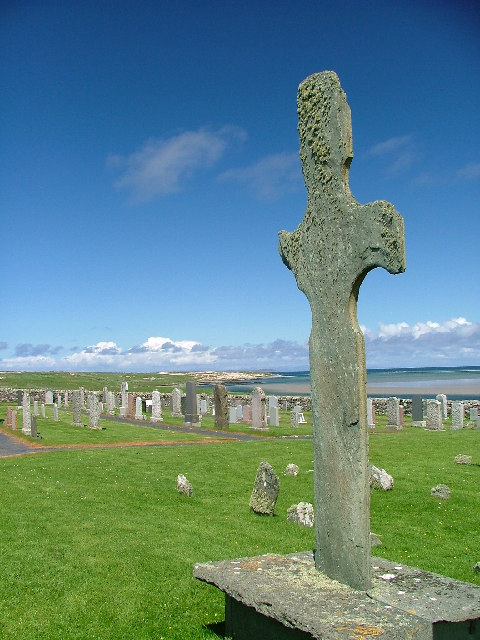
Das Kilnave Cross

Das Kilnave Cross (Kreuz) steht in Kilnave, westlich der Kirchenruine von Kilnave, auf der Halbinsel Ardnave, 4,5 km nördlich von Gruinart und etwa 100 m westlich des Meeresarmes Loch Gruinart, auf der schottischen Insel Islay, die zu den Inneren Hebriden und zur Unitary Authority Argyll and Bute gehört. Das Kreuz und die Kapelle als Ensemble als Scheduled Monument geschützt.
Das stark verwitterte frühchristliche, ringlose Kreuz mit den beschädigten Enden wird auf das 8. Jahrhundert datiert. Es besteht aus einer dünnen Platte aus der nur lokal verbreiteten Felsart „Torridonian“. Einige Merkmale verbinden das 2,63 m hohe Kreuz mit den ursprünglich 1,04 m langen Armen mit der Tradition von Iona. Zwei gerillte Platten des ursprünglichen Sockels sind noch vorhanden. Sie gehören zu einer Anordnung aus vier aufrechten Platten, die einen Kasten bilden, der als Schutz für das Kreuz fungiert.